# Duško Pavasović
Duško Pavasovič, slovenski šahovski velemojster hrvaškega rodu, * 15. oktober 1976, Split, Hrvaška.
Pavasović je velemojster od leta 1999, njegov rating je 2581. Leta 2002 je bil član ekipe prve moške ekipe (Slovenija A) na 35. šahovski olimpijadi na Bledu; ekipa je zasedla 38. mesto. Bil je tudi član ekipe na 36. šahovski olimpijadi v Španiji oktobra 2004, ekipa je dosegla odlično 17. mesto.